# Doug Rader
Douglas Lee Rader (Chicago, Illinois, 30 de julio de 1944), más conocido como Doug Rader, es un exjugador profesional estadounidense de béisbol que se desempeñó en la posición de tercera base en las Grandes Ligas de Béisbol (MLB). Logró obtener cinco Guantes de Oro.

## Carrera
Rader jugó como profesional nueve temporadas en Houston Astros (1967-1975), después pasó a San Diego Padres (1976-1977), luego a Toronto Blue Jays, donde jugó una temporada (1977), y fue el equipo en el que se retiró.

## Premios
Fue galardonado con el Guante de Oro en cinco oportunidades (1970, 1971, 1972, 1973 y 1974).